# Tres dies d'Axel
Els Tres dies d'Axel (Driedaagse van Axel) és una competició ciclista per etapes de categoria júnior que es disputa anualment a Zelanda als Països Baixos. De 1993 a 2007 va formar part de la Copa del Món UCI júnior.

## Palmarès
| Any  | Vencedor                | Segon                     | Tercer                |
| ---- | ----------------------- | ------------------------- | --------------------- |
| 1982 | Jack van der Horst      | E. Roovers                | R. Rijkenberg         |
| 1983 | Peter van de Klundert   | W. Roovers                | M. Duyenstein         |
| 1984 | Herbert Dijkstra        | Tom Cordes                | Arjan Jagt            |
| 1985 | Andre van Reek          | William Derns             | Niek de Taeye         |
| 1986 | Erik Hans Pauwe         | Yvan Louter               | John Kruithof         |
| 1987 | Raymond Thebes          | Richard Jansen            | Mark Krabbenburg      |
| 1988 | Servais Knaven          | Andrea Peron              | Gianluca Tarocco      |
| 1989 | Davide Rebellin         | Andrea Peron              | Richard Groenendaal   |
| 1990 | Léon van Bon            | Sebastien Rondeau         | Niels van der Steen   |
| 1991 | Henk Vogels             | Nicolas Jalabert          | Koos Moerenhout       |
| 1992 | Robert Koppers          | Charles Overgaag          | Maurice van Rijn      |
| 1993 | Johan Bruinsma          | Robert Koppers            | Andreas Klier         |
| 1994 | Andreas Klier           | Allessandro Rota          | Jörg Jaksche          |
| 1995 | Andrei Korolev          | Jacob Nielsen             | Wopke Veenstra        |
| 1996 | Vincent van der Kooij   | Camiel van de Bergh       | Bjorn Vonk            |
| 1997 | Bram de Waard           | Martin Bolt               | Roel Egelmeers        |
| 1998 | Eric Baumann            | Jurgen Van Goolen         | Tom Boonen            |
| 1999 | Filip Verscuren         | Martijn Stougie           | Tom Southam           |
| 2000 | Marcel Sieberg          | Błażej Janiaczyk          | Kenny van Hummel      |
| 2001 | Christian Meschenmoser  | Martijn Maaskant          | Błażej Janiaczyk      |
| 2002 | Matti Breschel          | Michał Gołaś              | Oliver Steiler-Cote   |
| 2003 | Kai Reus                | Michiel van Aelbroek      | Jasper Melis          |
| 2004 | Pawel Mikulicz          | Stijn Joseph              | Michel Kreder         |
| 2005 | Thomas Riber-Sellebjerg | Kasper Thustrup           | Jacopo Guarnieri      |
| 2006 | Morten Birck Reckweg    | Sven Vandousselaere       | Ronan van Zandbeek    |
| 2007 | Adam Blythe             | Philipp Ries              | Jetse Bol             |
| 2008 | Jasper Bovenhuis        | Erick Rowsell             | Rune van der Meijden  |
| 2009 | Jasper Bovenhuis        | Nikias Arndt              | Jasper Stuyven        |
| 2010 | Danny van Poppel        | Mario Vogt                | Dylan van Baarle      |
| 2011 | Alexander Kamp          | Danny van Poppel          | Stefan Küng           |
| 2012 | Mads Würtz Schmidt      | Piotr Havik               | Leon Rohde            |
| 2013 | Brent Luyckx            | Simon Larsen              | Mathias Rask Jeppesen |
| 2014 | Peter Lenderink         | Jan Tschernoster          | Bram Welten           |
| 2015 | Max Kanter              | Mario Spengler            | Matthew Bostock       |
| 2016 | Stefan Bissegger        | Jarno Mobach              | Harry Sweeny          |
| 2017 | Alex Molenaar           | Johan Tiedemann Langballe | Ward Vanhoof          |
| 2018 | Alexandre Balmer        | Valentin Retailleau       | Mason Hollyman        |
| 2019 | Quinn Simmons           | Hidde Van Veenendaal      | Hannes Wilksch        |
| 2020 | No disputada            | No disputada              | No disputada          |
| 2021 | Artem Shmidt            | Joshua Tarling            | Alec Segaert          |
| 2022 | Henrik Pedersen         | Niels Michotte            | Artem Shmidt          |
| 2023 | Léo Bisiaux             | Guus van den Eijnden      | Mees Vlot             |
| 2024 | Marius Innhaug Dahl     | Carter Guichard           | Ksawery Adaszak       |